# Senouire
Senouire – rzeka we Francji, przepływająca przez teren departamentu Górna Loara, o długości 63,2 km. Stanowi prawy dopływ rzeki Allier.